# Færgeleje
|  | Opdelingsforslag Denne artikel er foreslået opdelt i artiklerne Færgeleje og andre specificerede sider. (Diskutér forslaget). Hvis opdelingen sker, skal det fremgå af beskrivelsesfeltet, at opdelingen er sket (hvorfra og hvortil) eller af artiklens diskussionsside. |

Et færgeleje er en anløbsplads for færger.

## Indretning
Færgehavne adskiller sig fra almindelige havne derved, at anlægspladserne, færgelejerne, er tragtformet byggede og udstyrede med høje bolværker eller indfatninger, som bagtil er støttede af en række fjedrende buffere, og som i form og størrelse nøje svarer til færgens dimensioner. Derved opnås, at færgen kan lægge til på kortest mulig tid. Af samme grund vælges færgelejernes akse helst i overfartsretningen. Lejerne og de omgivende havneværker er i reglen åbne konstruktioner for at lette fortrængningen af vand eller om vinteren af is, når færgen lægger til.
Færgelejer er byggede med en række nødvendige faciliteter for at få passagerer, biler, togvogne eller andet til eller fra borde:
- ramper og broklapper;
- trapper og særlige landgangsbroer for gående passagerer;
- ventesale med billetsalg, kiosk, cafeteria, toiletter med mere samt ved grænseovergange paskontrol;
- opmarcharealer for biler;
- til- og frakørselsspor for jernbanevogne til broklappen (ved jernbanefærger);
- fortøjningspullerter.

Den omstændighed, der mest vanskeliggør iværksættelsen af forbindelsen, er vandstandsvariationerne, hvorfor særlige indretninger er nødvendige for at udjævne højdeforskellen på landingsstedet. Særlig vigtigt er det for jernbanefærger, hvor skinnerne på land og på færgen skal passe fuldstændig for hinanden, lige som der ikke kan tåles ret stærke hældninger. Ikke alene vandstanden, men også færgedækkets højde over vandspejlet varierer således, når biler og jernbanevogne køres om bord eller i land, idet færgens ender duver op og ned, mens lasten samtidig trykker hele færgen dybere ned. Hertil kommer for de flersporede færgers vedkommende krængninger ved ensidige belastninger. For at overvinde disse vanskeligheder har man anvendt mange forskellige konstruktioner. Ved de tidligste jernbanefærger anlagdes i land et fast med spor forsynet skråplan med temmelig stærkt fald (1:4-1:9), hvis nederste ende gik ned i vandet; herpå kunne en kileformet overgangsvogn skydes op og ned således, at dens vandrette platform kunne bringes i højde med færgens dæk. På platformen fandtes skinner, der med flade tunger sluttede til skråplanets skinner således, at jernbanevognene kunne køre fra skråplanet over overgangsvognen ud på færgen. En anden måde at anvende skråplaner på, nemlig som bevægelige broklapper, var tidligere meget almindelige (brugtes fx ved samtlige danske jernbanefærgeoverfarter): sporet i land ender på broklappen, der kan dreje sig om en fast vandret akse ved den inderste ende (ved flersporede færger må broklappen også kunne følge krængningsbevægelserne); den yderste ende af den kontrabalancerede klap kan fx være ophængt i kæder, der føres op over en galge, og hæves og sænkes ved et spil, hvorved den kan bringes til at hvile på den konsol eller afsats, som findes i færgens ender; en stor tap på klappens underside, passende i et hul i konsollen, sikrer forbindelsen.
En broklaps længde bør ikke være over 30 m. hvor forholdene er sådanne, at en klap med denne længde vil kunne komme til at hælde for stærkt (i Danmark tillades fx kun en hældning på 3 1/2°, svarende til 1:16), kan anvendes to sammenleddede klapper.

## Hovedtyper
Der findes 2 hovedtyper af færgelejer:hjørnelejer og sakslejer.
Et hjørneleje er efterhånden den mest almindelige type. Den er simpel og består af to stykker kaj, der står vinkelret på hinanden. Denne type kan bruges af stort set alle typer færger.
Et saksleje består af 2 sider, der danner en tragt, som færgen sejler ind i. Formen på lejet passer til færgen. Fordelen er, at færgen hurtigt og præcist kan komme ind. Men ulempen er, at kun færger med den form, som lejet har, kan komme ind. Især til jernbanefærger er det nødvendigt med et nøjagtigt konstrueret færgeleje, så togvognene ikke afspores, når de kører om bord eller i land. Med bilfærger kræves kun en rampe, der ikke har høje niveauforskelle, som bilbunden rager imod ved passage.